# كينجي ياماموتو (ملحن)
كينجي ياماموتو (باليابانية: 山本健司 ) (و. 1958  م) هو ملحن، وموزع موسيقي ياباني، ولد في اليابان.

## روابط خارجية
- كينجي ياماموتو على موقع IMDb (الإنجليزية)
- كينجي ياماموتو على موقع ميوزك برينز (الإنجليزية)
- كينجي ياماموتو على موقع ديسكوغز (الإنجليزية)
- كينجي ياماموتو على موقع قاعدة بيانات الفيلم (الإنجليزية)